# The Rising (memorial)
The Rising es un monumento conmemorativo en Valhalla, en el condado de Westchester de Nueva York. Fue creada por el arquitecto Frederic Schwartz. Se levanta con el telón de fondo de la presa de Kensico, conmemorando los atentados del 11 de septiembre de 2001 en Estados Unidos y recordando de forma especial a los hombres y mujeres del condado de Westchester que fueron víctimas de dichos atentados.

## Diseño
El diseño de The Rising fue elegido por unanimidad por el Grupo de Víctimas y Supervivientes de la Familia de Westchester entre las propuestas presentadas a un concurso internacional de diseño. Su proceso de diseño fue "un exigente e intenso esfuerzo de colaboración de arquitectos, ingenieros especialistas en informática 3D, escultores, soldadores, representantes del gobierno y miembros de las familias" de las víctimas.
El monumento está dedicado a las víctimas de los atentados del 11-S oriundas de Westchester, y enumera los nombres de los residentes que murieron a consecuencia de esos atentados, junto con los nombres de las comunidades de los condados en los que vivían. También incluye una cita sobre cada uno de ellos, grabada a lo largo del exterior de la base circular del monumento, que fueron elegidos por los supervivientes de sus familias. Desde la base, 109 varillas de acero, una por cada una de las víctimas recordadas por este monumento, se extienden como los radios de una rueda que luego se entrelazan. Una varilla número 110 fue elaborada también para el monumento, pero esa varilla fue cortada para que cada porción pudiera ser presentada a una persona que ayudó a hacer posible este monumento.
El arquitecto Frederic Schwartz declaró en su momento que el objetivo de su diseño era crear un monumento conmemorativo que "invite a las familias y a los visitantes a mirar hacia atrás en memoria de sus seres queridos y a mirar hacia delante como comunidad, y que proporcione un lugar para la oración y la reflexión [...] Las 109 varillas entrelazadas (como el ADN) se elevan 80 pies desde el suelo y llegan hasta el cielo. Las varillas están unidas en un gesto literal y simbólico que ejemplifica la fuerza de la comunidad de Westchester y de las familias que perdieron a sus seres queridos".
Así mismo, Schwartz señaló que la "cualidad reflectante del acero inoxidable" está diseñada para cambiar según la hora y la luz del día, de modo que la estructura tiene una "cualidad dinámica" y, en muchos sentidos, los propios visitantes se convertirán también en parte de la estructura. El objetivo, según el autor, era que el monumento conmemorativo proporcione "un lugar de encuentro y reafirme la capacidad de los individuos, así como de la comunidad de Westchester, para renovarse y crecer".

## Las víctimas
109 de Westchester son recordadas a través de este monumento. El monumento también incluye los nombres de otras diez víctimas que habían sido residentes de Westchester. En realidad eran 110 residentes de Westchester; uno fue omitido involuntariamente. El diseño no se modificó. El nombre de la persona se añadió a las piedras.

## Dedicatoria
El monumento fue dedicado el 11 de septiembre de 2006, cinco años después de los atentados. Incluyó una recitación de todos los nombres de las víctimas recordadas por este monumento, música interpretada por el Mayor's Interfaith Community Choir de Mount Vernon y una interpretación especial de la canción de 2002, The Rising, de Bruce Springsteen.

## Galardones
La revista Faith and Form (The Interfaith Journal on Religion, Art, and Architecture) reconoció a The Rising con su premio Faith and Form Sacred Landscape Award de 2007.